# Félix Carvajal
Félix de la Caridad Carvajal y Soto (La Habana, 18 de marzo de 1875 - La Habana, 27 de enero de 1949), conocido también como Andarín Carvajal, fue un atleta cubano, participante en los Juegos olímpicos de Saint Louis de 1904 en la prueba de maratón.

## Síntesis biográfica
Nació el 18 de marzo de 1875, en un vetusto edificio ubicado en la esquina del Malecón (la costanera norte de La Habana) con la calle Águila, en el barrio de Colón (hoy perteneciente al capitalino municipio de Centro Habana), a pocas cuadras al oeste de La Habana Vieja. Se trasladó muy pequeño con su familia a la villa de San Antonio de los Baños (a 35 km al suroeste de La Habana). 
Vivió y murió en la más absoluta pobreza.
Durante su vida se hizo famoso por su gran resistencia. Ejercía de cartero ocasional en Navidad, festivos y vacaciones, y le gustaba mucho andar. Hacía de «hombre anuncio» llevando letreros y carteles en su cuerpo anunciando productos. Antes de los Juegos Olímpicos de St. Louis, recorría las calles y parques de la ciudad de La Habana con una camiseta en la que pedía dinero para que un atleta cubano pudiera permitirse pagar el billete que le posibilitara ir a competir en la prueba de maratón. Finalmente consiguió recaudar algo de dinero, pero al llegar a Nueva Orleans, las diversiones, los timadores y las damas pronto le dejaron sin dinero y tuvo que afrontar el resto del viaje a pie, desde Nueva Orleans hasta St. Louis (1090 kilómetros). A lo largo del camino le ayudó mucha gente y finalmente pudo llegar a competir. Una vez en la línea de salida se presentó con una indumentaria poco apropiada para la prueba con manga larga y pantalones largos, además de las botas que utilizaba como cartero. Alguien le cortó las mangas y los pantalones y se dio la salida, cuando iba liderando la carrera, y con un gran hambre después de más de 40 horas sin poder comer, al pasar por un huerto vio un manzano, del cual cogió tres manzanas que estaban demasiado verdes y no le sentaron bien, produciéndole un fuerte dolor de estómago y diarrea, que le obligaron a tener que pararse y acabando la carrera en cuarto lugar. Posiblemente, de haber comido y utilizado una indumentaria deportiva similar a los atletas de la época hubiera ganado holgadamente la maratón.

## Novela biográfica (1990)

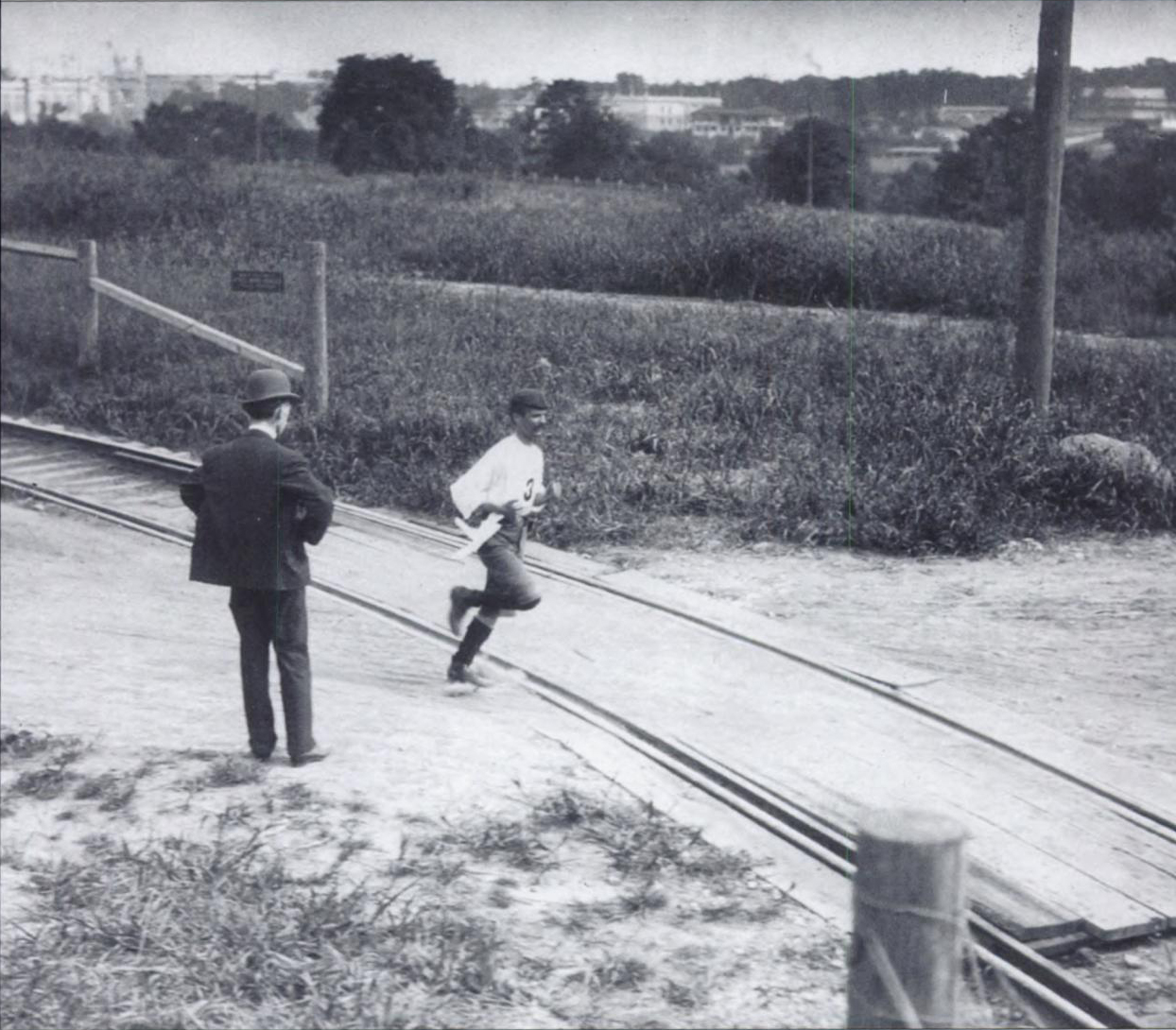
El Andarín Carvajal en la maratón de los Juegos Olímpicos de Saint Louis.

Hay un libro que relata de manera novelada las peripecias que tuvo que realizar para llegar a competir en las olímpiadas y el desarrollo de la carrera. Escrito por Bernardo José Mora, el libro se titula Félix Carvajal, corredor de maratón y en 1990 fue galardonado con el premio de novela deportiva de la revista Don Balón.

## Homenaje en 2004
El 4 de julio de 2004, en San Antonio de los Baños (la ciudad donde el Andarín creció, a 35 km de La Habana) se celebró una carrera y caminata popular de 15 km conmemorando el centenario de su participación en los Juegos Olímpicos y el 55 aniversario de su fallecimiento.